# 徹徹
彻彻（?—?），元朝捏古思氏。
彻彻幼年父亲去世，事奉母亲非常孝顺。长大后，母亲去世，他痛哭无度差点昏厥，水米三日不入口。葬母之后，居丧有礼，每到节序祭祀，哭泣就像居丧之时。四十岁时，思慕父母还像孩童。每见别人和父母在一起，就呜咽流涕。人问他什么原因，他说：“人都有父母，就我没有，所以哭泣。”至大三年（1310年），元武宗下诏褒异。

## 传記資料
- 《元史》卷一百九十七 列傳第八十四 孝友一